# Бабенки (Дзержинський район)
Бабенки (рос. Бабенки) — присілок в Дзержинському районі Калузької області Російської Федерації.
Населення становить 4 особи. Входить до складу муніципального утворення Село Радгосп Чкаловський.

## Історія
Від 2004 року входить до складу муніципального утворення Село Радгосп Чкаловський.

## Населення
| 2002 | 2010 |
| ---- | ---- |
| 4    | →4   |